# Sinéad Lohan
Pour les personnes ayant le même patronyme, voir Lohan.
Sinéad Lohan est une auteure-compositrice-interprète irlandaise de musique folk.
Sinéad Lohan est originaire de la ville de Cork.
Son premier disque,  Who Do You Think I Am, a été enregistré en Irlande, le second, No Mermaid, à La Nouvelle-Orléans.
Les chansons No Mermaid et Who Do You Think I Am ont fait l'objet d'une reprise par Joan Baez sur son album Gone from Danger (1997). Le disque additionnel ajouté lors de la réédition de ce même album en 2009 inclut trois morceaux interprétés par le duo Baez/Lohan en public : les deux précités ainsi que To Ramona (en) de Bob Dylan. 

## Discographie
- Who Do You Think I Am (Dara, 1995)
- No Mermaid (Interscope, 1998)